# Nordankäl
Nordankäl är en by i Ramsele socken i Sollefteå kommun beläget cirka 14 km norr om Ramsele
Vid byns södersluttning ligger Fjällsjöälven. Nordväst om byn möts denna älv med Vängelälven.